# Силін Микола Олександрович
Мико́ла Олекса́ндрович Си́лін (нар. 18 грудня 1991, Копитів, Корецький район, Рівненська область, Україна — пом. 4 червня 2017, Корець, Рівненська область, Україна) — український військовослужбовець, десантник, капітан Збройних сил України. Учасник російсько-української війни.

## Життєпис
Микола Силін народився в селі Копитів на Рівненщині. Батько — фермер, мама — фельдшер в сільському пункті. 2009 року закінчив загальноосвітню школу в рідному селі й обрав для себе професію військового. 2013 року закінчив факультет аеромобільних військ і розвідки Національної академії сухопутних військ імені гетьмана Петра Сагайдачного за спеціальністю «Управління діями підрозділів аеромобільних військ». За розподілом приїхав до міста Житомира, у військову частину А1910, 13-й окремий аеромобільний батальйон 95-ї окремої десантно-штурмової бригади. Призначений на посаду командира аеромобільного взводу 1-ї аеромобільної роти. До початку війни здійснив 36 стрибків з парашутом.
З весни 2014 року брав участь в антитерористичній операції на сході України. Учасник звільнення міста Слов'янська, рейду 95-ї бригади по тилах противника, боїв за Степанівку та боїв за Міжнародний аеропорт «Донецьк». Став одним з героїв фільму «Рейд».
З 2015 року — командир 1-ї десантно-штурмової роти 13-го ОАеМБ 95-ї ОДШБр.
Влітку 2016 року особовий склад роти під командуванням старшого лейтенанта Силіна брав участь у міжнародних військових навчаннях «Rapid Trident 2016». Того ж року отримав чергове військове звання «Капітан».

### ДТП
Капітан Силін приїхав на Рівненський полігон знайомитись з курсантами, які мали відбути до його батальйону.
4 червня 2017 року близько 20:00 він з товаришем потрапив у ДТП в місті Корець. Рухаючись вулицею Євгена Коновальця за кермом мотоцикла «Kawasaki», на заокругленій ділянці дороги Микола не впорався із керування та в'їхав спочатку в бордюр, а потім зіткнувся з парканом. Його та 22-річного пасажира каретою швидкої медичної допомоги доставили до Корецької центральної районної лікарні, від отриманих травм Микола помер.
6 червня офіцера поховали на кладовищі рідного села Копитів. Залишились батьки.

## Нагороди
Недержавний орден «Народний Герой України» (наказ № 16 від 7 травня 2016 року).